# Collin Walcott
Collin Walcott (24. dubna 1945 – 8. listopadu 1984) byl americký jazzový sitárista. Narodil se v New Yorku a později studoval na Indianské univerzitě. Mezi jeho učitele hry na sitár patřil také Ravi Šankar. V roce 1970 spoluzaložil skupinu Oregon. V pozdějších letech vydal také několik vlastních alb. Během své kariéry spolupracoval s mnoha dalšími hudebníky, mezi něž patří například Tony Scott, Meredith Monk, Jack DeJohnette, Don Cherry a John Abercrombie. Zemřel při dopravní nehodě během turné kapely Oregon v NDR ve věku 39 let.